# Asplenium klossii
Asplenium klossii är en svartbräkenväxtart som beskrevs av Carl Frederik Albert Christensen. Asplenium klossii ingår i släktet Asplenium och familjen Aspleniaceae. Inga underarter finns listade.